# Gaius Vibius Maximus

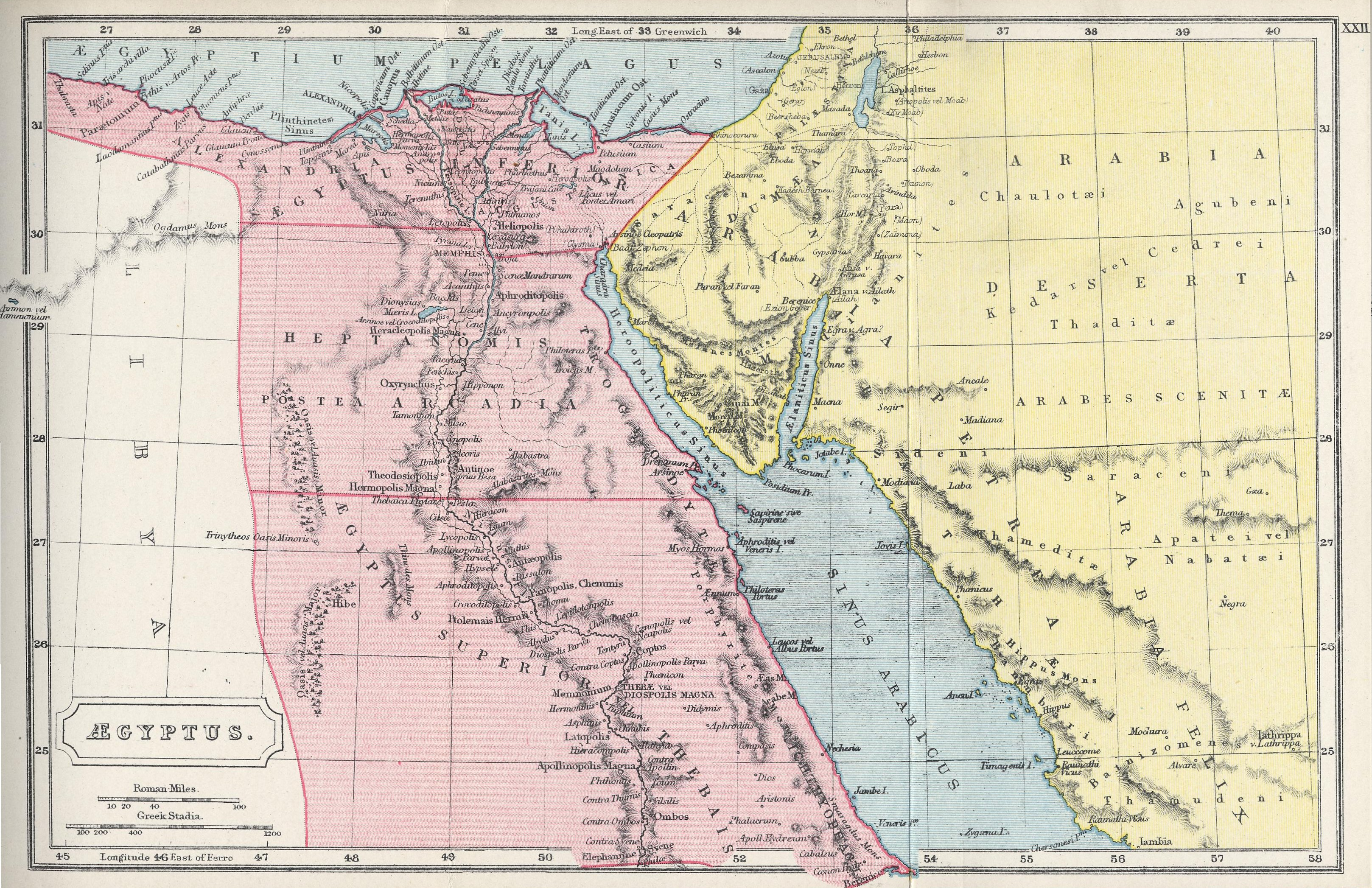
Die kaiserliche Provinz Ägypten

Gaius Vibius Maximus (* im 1. Jahrhundert, † im 2. Jahrhundert) war ein  aus Verona stammender römischer Ritter. Vor seiner Einsetzung durch Kaiser Trajan zum Statthalter in der kaiserlichen Provinz Ägypten, im Jahr 103, hatte er vermutlich eine munizipale Ämterlaufbahn durchlaufen.
Ein Papyrusfund aus dem Jahr 1905 belegt, dass Gaius Vibius Maximus im Jahr 104 mit einem Edikt amtliche Anweisungen erteilte, um einen Zensus zu ermöglichen. In dem Erlass wurden die Adressaten, insbesondere die auswärtigen Lohnarbeiter und Handelsreisende, wohl aber mit Ausnahmeregelungen für die Landwirtschaft, zur Heimkehr aufgefordert, um sich für die Volkszählung bei den örtlich zuständigen Behörden anzumelden.
Die Amtsperiode des Gaius Vibus Maximus als praefectus Aegypti endete im Jahr 107. Anscheinend war er bei Trajan in Ungnade gefallen, da sein Name aus sämtlichen offiziellen Inschriften getilgt wurde. Ob sich die Verfehlungen seines vermutlich gleichnamigen Sohnes, der mit der damnatio memoriae belegt wurde, auf ihn ausgewirkt hatten oder ob er wegen eigener Fehltritte selbst verurteilt worden war, ist wie sein weiteres Schicksal unbekannt.
Gaius Vibius Maximus soll ein vielseitig belesener und hochgebildeter Mann gewesen sein und war in enger  Freundschaft mit Plinius, Statius und Martial verbunden. Er selbst soll an der Verfassung einer Weltgeschichte gearbeitet haben.
Zu seinem Amtsvorvorgänger, Gaius Pompeius Planta, muss er in ablehnender bis feindseliger Haltung gestanden haben. Aus nicht mehr bekannten Gründen hatte Gaius Vibius Maximus eine Schrift verfasst, in der er Gaius Pompeius Planta angriff und diskreditierte. Der Inhalt dieser Abhandlung ist nicht überliefert.

## Weblink
1. ↑  Census Edikt zum römischen Ägypten (Memento vom 7. Mai 2008 im Internet Archive)

| Vorgänger             | Amt                                           | Nachfolger                |
| --------------------- | --------------------------------------------- | ------------------------- |
| Gaius Minicius Italus | Präfekt der römischen Provinz Ägypten 103–107 | Servius Sulpicius Similis |

| Personendaten    | Personendaten               |
| ---------------- | --------------------------- |
| NAME             | Vibius Maximus, Gaius       |
| KURZBESCHREIBUNG | Präfekt der Provinz Ägypten |
| GEBURTSDATUM     | 1. Jahrhundert              |
| GEBURTSORT       | Verona                      |
| STERBEDATUM      | 2. Jahrhundert              |